# Pasaje de la Esperanza
El pasaje de la Esperanza, está ubicado en el barrio barcelonés de Nou Barris. Inaugurado en el año 1926, tiene una longitud de unos 100 metros y es peatonal, es decir, los vehículos no pueden circular por ella.

## Descripción
El pasaje de la Esperanza lleva el nombre de la patrona de los estibadores de algodón. Apoyándose en la Ley de Casas Baratas, la Sociedad Cooperativa de Cargadores y Descargadores de Algodón, cooperativa de los estibadores, edificó entre 1926 y 1928 treinta edificios en el pasaje de los que quedan dieciséis.
El pasaje tiene casitas de fachada estilo Novecentismo con pinceladas Art déco: Ventanas y puertas decoradas con motivos florales, frontones redondeados con pomos de flores esgrafiados. El espacio está catalogado como patrimonio histórico de Barcelona.